# Astragalus chaetopodus
Astragalus chaetopodus är en ärtväxtart som beskrevs av Aleksandr Andrejevitj Bunge. Astragalus chaetopodus ingår i släktet vedlar, och familjen ärtväxter. Inga underarter finns listade i Catalogue of Life.